# Hypena albifascialis
Hypena albifascialis là một loài bướm đêm trong họ Erebidae.